# سری مسابقات جهانی درگ کمپینگ NHRA
سری مسابقات جهانی درگ کمپینگ NHRA یک سری مسابقات درگ است که توسط انجمن ملی هات راد (NHRA) سازماندهی شده‌است. این مسابقات سری برتر NHRA است که شامل رقابت در چهار کلاس، از جمله Top Fuel Dragster , Funny Car , Pro Stock، و Pro Stock Motorcycle می‌باشد.
قهرمان هر رده توسط یک سیستم امتیازی تعیین می‌شود که در آن امتیاز بر اساس جایگاه نهایی و تلاش واجد شرایط داده می‌شود. فصل به دو بخش تقسیم می‌شود. پس از ۱۸ مسابقه اول، ۱۰ نفر برتر هر رده حرفه ای ثبت شده و در شش مسابقه آخر رقابت می‌کنند تا اختلاف امتیازها تا حد زیادی به حداقل می‌رسد.
این سری دارای چهار کلاس حرفه ای اصلی است: Top Fuel Dragster , Funny Car , Pro Stock و Pro Stock Motorcycle. Top Fuel اولین دسته بود که Funny Cars در سال ۱۹۶۶ اضافه شد، Pro Stock چهار سال بعد و Pro Stock Motorcycles در سال ۱۹۸۷ اضافه شد. هم خودروهای تاپ فیول و هم Funny Carها به‌طور منظم حداکثر سرعت بیش از ۳۰۰ مایل بر ساعت (۴۸۰ کیلومتر بر ساعت) را تجربه می‌کنند. هر دوی این خودروها سوختی می‌سوزانند که از ۹۰ درصد نیترومتان و ۱۰ درصد متانول تشکیل شده‌است. رکورد Pro Stock تقریباً ۲۱۴ مایل بر ساعت (۳۴۴ کیلومتر بر ساعت) است به طوری که زمان‌ها اغلب در محدوده ۶٫۴–۶٫۷ ثانیه است و موتورسیکلت‌های Pro Stock معمولاً با سرعت ۱۹۰+مایل در ساعت (۳۱۰ کیلومتر بر ساعت)کار می‌کنند. و با زمان در محدوده کم ۷ تا ۶ ثانیه. Top Fuel r و Fuel Funny Car اخیراً به ۱٬۰۰۰-فوت (۳۰۰-متر) محدود شده‌است. مسیری به اندازه ۱/۴ مایلی [۱٬۳۲۰ فوت (۴۰۲ متر)] در نظر گرفته شده که به عنوان وسیله ای برای محدود کردن حداکثر سرعت و افزایش ایمنی (تعدادی انفجار موتور در حدود ۳۰۰ مایل در ساعت (۳۱۰ کیلومتر بر ساعت اتفاق افتاد که منجر به جراحت و مرگ راننده شد) وجود دارد. در حال حاضر، ایمنی راننده و تماشاچیان حتی در حالی که حداکثر سرعت اغلب نزدیک به ۳۰۰مایل در ساعت است، افزایش یافته‌است.

### شمارش معکوس
از سال ۲۰۰۷، NHRA یک سیستم پلی آف را برای تعیین قهرمان در هر کلاس اجرا می‌کند که به عنوان شمارش معکوس برای قهرمانی محاسبه می‌شود. هر فصل به دو بخش از مسابقات تقسیم می‌شود که بخش اعظم مسابقات بخش اول و رویدادهای پایانی، بخش دوم را تشکیل می‌دهند. پس از اتمام بخش اول، رانندگان هر کلاس درون نقطه برش در جدول رده‌بندی یا یا بالاتر از آن (مقام هشتم تا سال ۲۰۰۷ و رتبه دهم پس از آن) واجد شرایط قهرمانی می‌شوند، در حالی که رانندگان زیر نقطه برش از رقابت قهرمانی حذف می‌شوند. اگرچه هنوز در رویدادهای مسابقه باقی مانده شرکت می‌کنند. امتیازات برای رانندگان پیشرو مجدداً تنظیم می‌شود به طوری که آنها با یک حاشیه ثابت از هم جدا می‌شوند و رتبه اول امتیاز جایزه دریافت می‌کند. سپس رانندگان برای قهرمانی در مسابقات پایانی فصل به رقابت می‌پردازند.

## حامیان عنوان

لوگوی سابق ۲۰۱۳–۲۰۲۰

سیگارهای وینستون از سال ۱۹۷۵ تا ۲۰۰۱ حامی اصلی این مجموعه بود، زمانی که شرط توافقنامه تسویه حساب اصلی وینستون را ملزم می‌کرد که حمایت مالی خود از NHRA یا سری جام وینستون NASCAR را کنار بگذارد. وینستون تصمیم گرفت حمایت مالی خود را از NASCAR حفظ کند. وینستون دو سال بعد به حمایت مالی خود با NASCAR پایان داد.
شرکت کوکاکولا در سال ۲۰۰۲ حمایت مالی را به عهده گرفت. تا سال ۲۰۰۸، این سری با نام تجاری نوشیدنی ورزشی Powerade این شرکت شناخته می‌شد. در سال ۲۰۰۹، این شرکت نام تجاری خود را برای تبلیغ نام تجاری نوشیدنی انرژی‌زای Full Throttle خود تغییر داد. در سال ۲۰۱۳، پس از تمدید اخیر حمایت مالی کوکاکولا، عنوان حامی مالی به نام تجاری نوشابه مرکباتی Mello Yello تغییر یافت. با معرفی لوگوی جدید Mello Yello, NHRA از لوگوی جدیدی برای این مجموعه در ژانویه ۲۰۱۶ و همچنین یک کمپین بازاریابی جدید "My NHRA" رونمایی کرد که بر روی این لوگو اجرا می‌شود تا رانندگان و دیگر شخصیت‌ها دربارهٔ معنای NHRA صحبت کنند.
در ۲۰ سپتامبر ۲۰۲۰، کوکاکولا اعلام کرد، حتی اگر آخرین توافق آنها با NHRA تا سال ۲۰۲۳ معتبر بود، آنها فوراً حمایت مالی خود را از این ورزش خارج خواهند کرد. NHRA با طرح شکایتی پاسخ داد زیرا به دنبال یک حامی عنوان جدید برای سریال برتر خود بود. در ۴ اکتبر ۲۰۲۰، NHRA یک قرارداد حمایت مالی جدید با Camping World را اعلام کرد.

## قهرمانان

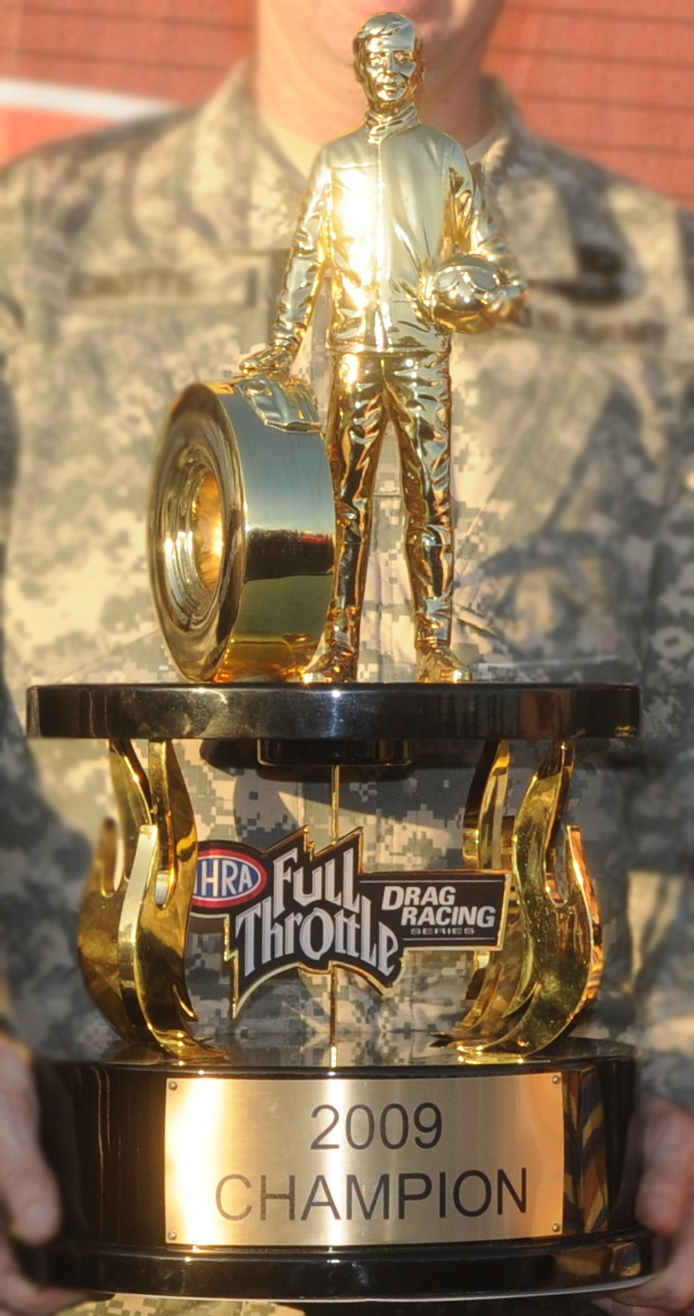
جایزه تاپ فیول ۲۰۰۹

## پخش از تلویزیون
رویدادهای NHRA، با این تلاش‌ها تا سال ۱۹۸۳از تلویزیون پخش شده‌است. در دهه ۱۹۹۰، رویدادها بین ESPN، NBC و The Nashville Network تقسیم شدند که همگی توسط Diamond P Sports تولید می‌شدند. TNN همچنین یک برنامه برجسته هفتگی، NHRA Today را پخش می‌کند. به دلیل مسائل لجستیکی و برنامه‌ریزی، از جمله امکان زمان‌های دور طولانی بین گرما، تأخیرهای آب‌وهوا و سایر عوامل، رویدادها معمولاً به صورت فشرده و از طریق تأخیر نوار پخش می‌شوند. از سال ۱۹۹۲ تا ۲۰۰۰، تی ان ان پوشش زنده راندهای نهایی منتخب را پخش می‌کرد، معمولاً با یک بسته فشرده تا زمان شروع مسابقات نهایی.
در ژوئیه ۲۰۱۵، ESPN و NHRA توافق کردند که قرارداد خود را یک سال زودتر به پایان برسانند، و انجمن از مسائل مربوط به زمانبندی ESPN به عنوان نگرانی یاد کرد. به نوبه خود، NHRA یک قرارداد تلویزیونی جدید با فاکس اسپورت را اعلام کرد که در فصل ۲۰۱۶ آغاز می‌شود. پوشش عمدتاً در کانال‌های کابلی FS1 و FS2 پخش می‌شود، در حالی که ۴ رویداد در هر فصل در شبکه پخش فاکس (از جمله اتباع پرچم‌دار ایالات متحده) پخش می‌شود. فاکس متعهد شده‌است که حداقل ۱۶ رویداد از ۲۳ رویداد در هر فصل، پخش و انکورهای صلاحیتی دو ساعته (شامل برنامه برجسته فشرده NHRA در ۳۰)، و پوشش رویدادهای منتخب مجموعه ورزشکاران، پوشش زنده یکشنبه را به صورت تلویزیونی پخش کند. پیتر کلیفورد، رئیس NHRA، توضیح داد که این معامله برای انجمن «تغییر دهنده بازی» خواهد بود و به تاریخچه پوشش ورزش‌های موتوری فاکس (مانند NASCAR) و همچنین تعهد آن به افزایش پوشش رویدادهای NHRA از جمله پوشش زنده تلویزیونی شبکه اشاره کرد.